# Паквач
Паквач — город в северной части Уганды. Главный торговый, политический и административный центр района Паквач.

## Местоположение
Город находится в районе Паквач, субрегион Западного Нила. Это примерно в 20 километрах по дороге к востоку от Небби, ближайшего крупного города. Паквач также находится примерно в 131 километре по дороге к юго-востоку от Аруа, крупнейшего города в субрегионе Западного Нила.

## Население
По данным Национальной переписи 2002 года, население города составляло 17 625 человек. По оценкам статистического бюро Уганды (UBOS), в 2010 году население города составило 21 700 человек. В 2014 году численность населения возросла до 22 360 человек

## Полное солнечное затмение 2013 года
3 ноября 2013 года Паквач стал центром празднования солнечного затмения в Уганде. К тысячам местных жителей присоединились туристы и профессиональные наблюдатели солнечного затмения.

## Достопримечательности
- Кабинеты городского совета[6]
- Центральный рынок
- Национальный парк Мурчисон-Фоллс
- Университет Муни, корпус факультета рыболовства и аквакультуры[7]
- Кампус Христианского университета Уганды[8]